# Résolution 2140 du Conseil de sécurité des Nations unies
Membres permanents
- Chine
- États-Unis
- France
- Royaume-Uni
- Russie

Membres non permanents
- Argentine
- Australie
- Chili
- Corée du Sud
- Jordanie
- Lituanie
- Luxembourg
- Nigéria
- Rwanda
- Tchad

Résolution no 2139 Résolution no 2141
La résolution 2140 du Conseil de sécurité des Nations Unies, adoptée à l’unanimité le 26 février 2014, impose des sanctions financières et une interdiction de voyager aux individus et aux organisations qui entravent le processus de transition politique au Yémen. 

## Contexte
Après les manifestations au Yémen en 2011 qui ont mis fin aux 33 ans de règne du président Saleh, le conflit de longue date avec les rebelles houthis dans le nord-ouest a également repris avec âpreté.
La résolution a été présentée par le Royaume-Uni.

## Résolution

### Préambule
Le Conseil de sécurité note que la situation politique, sécuritaire, économique et humanitaire au Yémen demeure difficile. Les attaques terroristes se sont poursuivies contre la population, les infrastructures pétrolières, gazières et énergétiques, ainsi que contre le gouvernement ; avec en partie pour but de perturber le processus politique en cours après le départ de Saleh.

### Dispositif

#### Déroulement de la transition politique
Agissant en vertu du Chapitre VII de la Charte des Nations Unies, le Conseil de sécurité réaffirme la nécessité de la mise en œuvre dans les meilleurs délais de la transition politique telle que convenue lors de la Conférence de dialogue national. Un soutien a été apporté à la réalisation, entre autres, de :
a. une nouvelle constitution ;
b. une nouvelle loi électorale ;
c. un référendum sur la nouvelle constitution ;
d. une réforme de l’État pour faire du Yémen un État fédéral ;
f. la tenue rapide d'élections générales.
Le Conseil attend également la création d'une commission du gouvernement yéménite chargée d’enquêter sur les allégations de violations des droits de l’homme lors des manifestations de 2011 et des lois pour la justice et la réconciliation nationale.

#### Sanctions
Le Conseil impose un gel des avoirs de certaines personnes et entités et des interdiction de voyager. Ces sanctions sont en vigueur pour une durée initiale d'une année, et ne s'adressent qu'aux seuls États membres.
La résolution crée également un organe subsidiaire du Conseil de sécurité pour surveiller la mise en œuvre des sanctions et répertorier les individus et entités à l'égard lesquels elles s’appliquent. Les conditions de cette application étaient l’obstruction au processus politique ou à la mise en œuvre des décisions de la Conférence de dialogue national ou le recours à la violence. La résolution crée également un Groupe d'experts pour assister ce Comité des sanctions dans sa tâche.

#### Réforme économique et aide au développement à l’appui de la transition
En septembre 2012, lors d’une conférence des donateurs à Riyad, 4,6 milliards d’euros ont été promis pour stabiliser le Yémen, fournir une aide d’urgence et soutenir la transition politique. La société internationale a été appelée à continuer de fournir une aide d’urgence et à financer le Plan d'intervention stratégique de 2014 pour le Yémen. Les difficultés rencontrées par les réfugiés qui souhaitaient rentrer ont également été reconnues et les efforts visant à les aider ont été soutenus.
Toutes les parties impliquées ont été appelées à mettre fin au conflit et à se conformer au droit international humanitaire et au droit international des droit de l'Homme. Le nombre croissant d’attaques d’Al-Qaïda dans la péninsule arabique a été condamné.

#### Participation des Nations Unies
Il a été demandé au Secrétaire général de continuer à soutenir le Yémen, à coordonner l’aide internationale et à rendre compte des progrès réalisés, notamment de la mise en œuvre de ce qui a été convenu lors de la Conférence de dialogue national.

## Voir également
- Guerre civile yéménite
- Guerre civile yéménite de 1994
- Insurrection houthiste au Yémen
- Liste des résolutions du Conseil de sécurité des Nations unies sur le Yémen
  - Résolution 2014 (2011) du Conseil de sécurité des Nations Unies
  - Résolution 2051 (2012) du Conseil de sécurité des Nations Unies
  - Résolution 2201 (2015) du Conseil de sécurité des Nations Unies
  - Résolution 2204 (2015) du Conseil de sécurité des Nations Unies
- Sanctions internationales